# Leeds
Leeds (RP: [liːdz]) è una città e distretto metropolitano del Regno Unito, capoluogo della contea metropolitana del West Yorkshire.
Nota come Loidis fin dalla fine del VII secolo e.v., e successivamente come Ledes, si sviluppò da piccolo villaggio a importante cittadina sulla via di transito di numerosi commerci nell'isola di Gran Bretagna, in special modo tra le due opposte zone costiere.
Con il tempo divenne un importante centro di manifattura laniera e, in seguito, siderurgica, dello Yorkshire.
Nel 1893 ricevette lo status di città del Regno Unito.
L'unità amministrativa attuale esiste dal 1º aprile 1974 quando la preesistente città di Leeds fu unita ai distretti urbani di Aireborough, Horsforth, Morley, Otley, Pudsey, Rothwell, i distretti rurali di Wetherby e Wharfedale e parte di quello di Tadcaster; contemporaneamente, con la separazione dello Yorkshire in quattro contee autonome, Leeds divenne capoluogo del West Yorkshire.
Nel 2005 il consiglio cittadino istituì un'apposita agenzia di cooperazione con i distretti confinanti, la Leeds City Region.
Con quasi 800000 abitanti, si tratta della città più popolosa della contea e più in generale di tutta l'area un tempo facente capo allo Yorkshire.

## Geografia fisica
Leeds è situata nella fascia pedemontana orientale dei Pennini sul fiume Aire la cui valle, l'Aire Gap, fornisce un corridoio naturale per le vie di comunicazione verso le città situate a ovest dei Pennini. Il punto più elevato della città, a 340 m s.l.m., si trova nella sua estremità nord-occidentale, alle pendici orientali del Rombalds Moor, meglio conosciuto come Ilkley Moor, al confine con Bradford.
I punti più bassi, a circa 10 m s.l.m., si trovano a est della città: il punto in cui il fiume Wharfe attraversa il confine con il North Yorkshire a sud della zona del Thorp Arch Trading Estate e dove l'Aire incontra il confine del North Yorkshire vicino all'area protetta di Fairburn Ings.
A nord e a est Leeds confina con il North Yorkshire: distretto di Harrogate a nord e di Selby a est. I rimanenti confini sono con distretti del West Yorkshire: Wakefield a sud, Kirklees e Bradford a ovest.

### Clima
| Leeds               | Mesi | Mesi | Mesi | Mesi | Mesi | Mesi | Mesi | Mesi | Mesi | Mesi | Mesi | Mesi | Stagioni | Stagioni | Stagioni | Stagioni | Anno |
| Leeds               | Gen  | Feb  | Mar  | Apr  | Mag  | Giu  | Lug  | Ago  | Set  | Ott  | Nov  | Dic  | Inv      | Pri      | Est      | Aut      | Anno |
| ------------------- | ---- | ---- | ---- | ---- | ---- | ---- | ---- | ---- | ---- | ---- | ---- | ---- | -------- | -------- | -------- | -------- | ---- |
| T. max. media (°C)  | 6,5  | 6,7  | 9,3  | 12,2 | 15,8 | 19,0 | 20,4 | 20,1 | 17,5 | 14,0 | 9,4  | 7,2  | 6,8      | 12,4     | 19,8     | 13,6     | 13,2 |
| T. min. media (°C)  | 1,1  | 1,0  | 2,5  | 4,4  | 7,1  | 10,2 | 11,8 | 11,5 | 9,6  | 7,0  | 3,5  | 1,7  | 1,3      | 4,7      | 11,2     | 6,7      | 6,0  |
| Precipitazioni (mm) | 62   | 48   | 53   | 50   | 56   | 54   | 51   | 68   | 64   | 60   | 66   | 65   | 175      | 159      | 173      | 190      | 697  |

## Storia
Il primo riferimento storico al nome Leeds si trova nel libro Historia ecclesiastica gentis Anglorum scritto nel 731 dallo storico e teologo Beda il Venerabile che scrive: «…regione quae vocatur Loidis», ovvero «…regione chiamata Loidis».
Questa radice, riferita alla zona in cui sorge la città, sopravvive anche nei nomi delle vicine località di Ledston e Ledsham. L'insediamento viene menzionato con il nome di Ledes nel Domesday Book del 1086, successivamente il nome evolverà in Leedes e infine Leeds.
Piccolo villaggio ai tempi di Guglielmo il Conquistatore, Leeds crebbe lentamente ma in modo costante, favorita dalla posizione geografica che la pone in facile e rapida comunicazione con le coste orientali e occidentali inglesi e dall'industria laniera sviluppatasi a partire dal secolo XIV, ma con sviluppo particolare nei secoli XVI e XVII. Nel 1893 le fu accordato il titolo di città. La sua prima università fu fondata nel 1904.

## Infrastrutture e trasporti

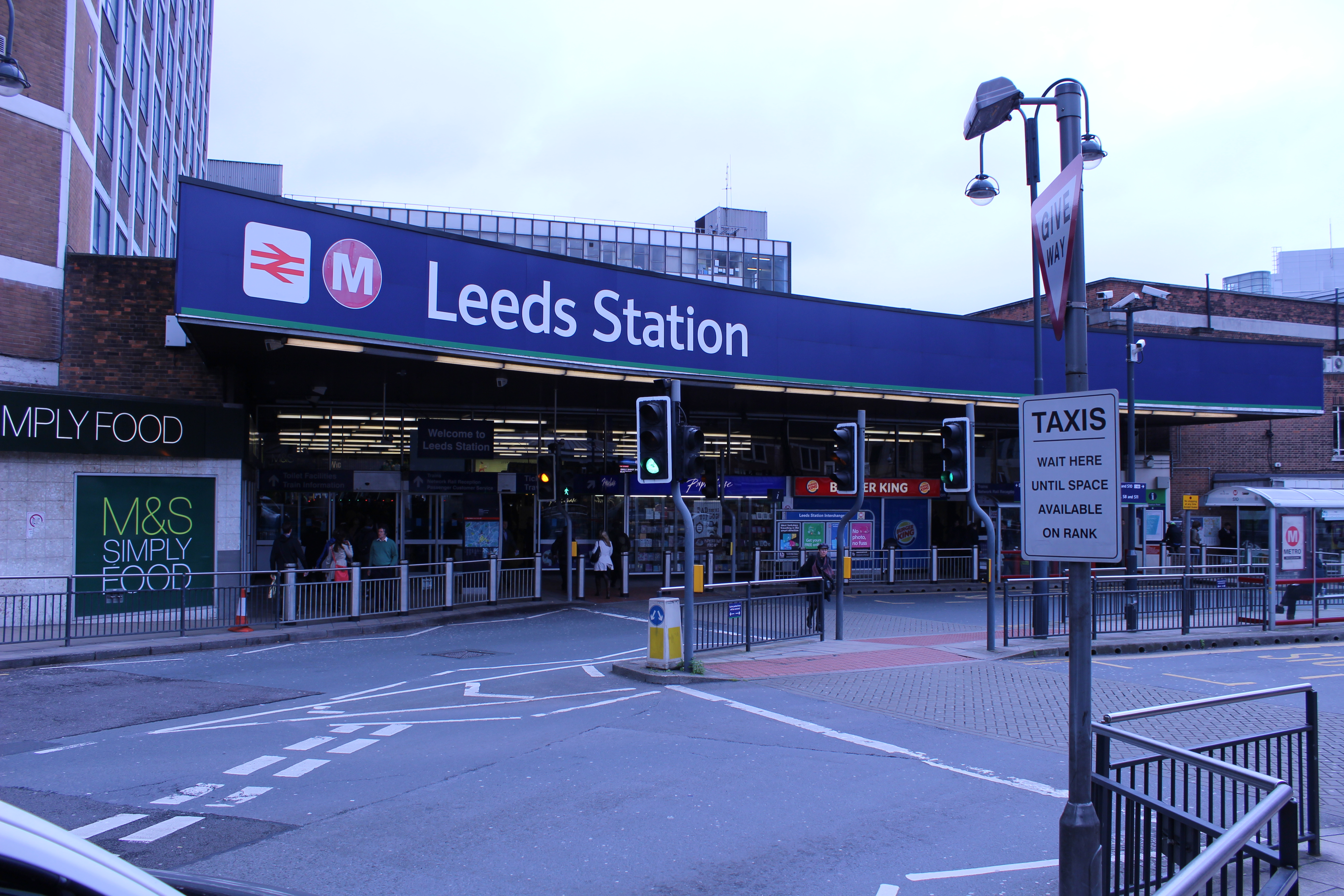
Entrata stazione di Leeds

Leeds ha una stazione ferroviaria principale, la Stazione di Leeds, che collega la città e le periferie con diverse città dello Yorkshire oltre che con Londra, Manchester, Birmingham, Liverpool, Newcastle upon Tyne, Kingston upon Hull, Edimburgo e Glasgow.
L'Aeroporto di Leeds-Bradford serve la città ed è situato a nord-ovest rispetto a essa. L'aeroporto serve la maggior parte del Regno Unito e le destinazioni europee, nonché le città del Pakistan e gli Stati Uniti. L'aeroporto è facilmente raggiungibile dal centro della città tramite un servizio di autobus.
Leeds possiede anche un sistema di autobus urbani ed extraurbani, i quali collegano la città con i paesi limitrofi. Gli autobus extraurbani servono Harrogate, Bradford, Wakefield, Ripon e York, nonché alcune cittadine costiere del North Yorkshire e East Riding of Yorkshire.

## Istruzione
Leeds è sede di tre università: l'Università di Leeds e l'Università metropolitana sono due delle maggiori università britanniche per numero di studenti iscritti, l'altra università presente a Leeds è la Leeds Trinity University.

## Manifestazioni
Verso la fine di agosto, ogni anno, nelle campagne immediatamente circostanti si svolge l'omonimo "Leeds Festival", uno dei maggiori eventi di carattere musicale del Regno Unito, che ospita anche artisti di spessore internazionale.

## Amministrazione

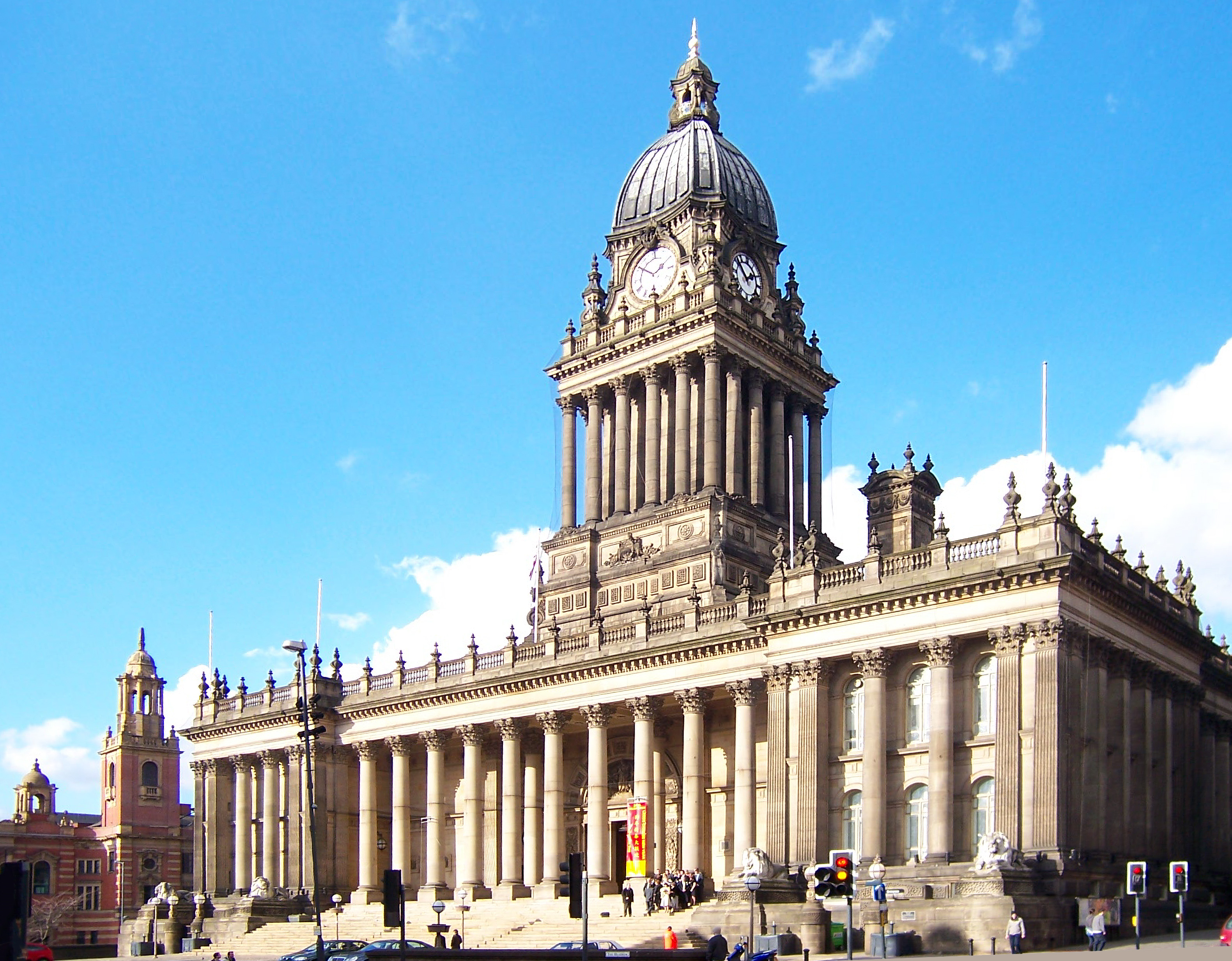
Municipio di Leeds

### Gemellaggi
- Brno, Repubblica Ceca[4]
- Colombo, Sri Lanka
- Dortmund, Germania
- Durban, Sudafrica
- Hangzhou, Cina
- Lilla, Francia
- Louisville (Kentucky), Stati Uniti
- Siegen, Germania

### Località e parrocchie
Le aree del distretto sono:
- Aberford, Adel, Aireborough, Allerton Bywater, Alwoodley, Armley, Arthington, Austhorpe
- Bardsey cum Rigton, Barwick-in-Elmet (talvolta Barwick), Beeston, Belle Isle, Blenheim, Boston Spa, Bramham, Bramhope, Bramley, Burley, Burmantofts
- Calverley, Carlton, Chapel Allerton, Chapeltown, Churwell, Clifford, Collingham, Colton, Cookridge, Cottingley, Cross Flatts, Cross Gates (talvolta Crossgates)
- Drighlington
- East Ardsley (talvolta Ardsley East), East End Park, East Keswick
- Farsley, Fulneck
- Garforth, Gildersome, Gipton, Gledhow, Great Preston, Guiseley
- Halton, Halton Moor, Harehills, Harewood, Hawksworth, Headingley, Holbeck, Holt Park, Horsforth, Hunslet, Hyde Park
- Ireland Wood
- Killingbeck, Kippax, Kirkstall
- Lawnswood, Ledsham, Ledston, Leeds City Centre, Linton, Little London, Lofthouse, Lovell Park
- Manston, Meanwood, Methley, Micklefield, Mickletown, Middleton, Miles Hill, Morley, Moor Allerton, Moortown, Moorside, Moor Grange
- New Farnley
- Oakwood, Old Farnley (talvolta Farnley), Osmondthorpe, Otley, Oulton
- Pendas Fields, Pool, Potternewton, Pudsey
- Quarry Hill
- Rawdon, Richmond Hill, Robin Hood, Rodley, Rothwell, Roundhay
- Scarcroft, Scholes (talvolta Scholes-in-Elmet), Scott Hall, Seacroft, Sheepscar, Shadwell, Stanningley, Swarcliffe, Swillington, Swinnow
- Temple Newsam, Thorner, Thorpe, Thorp Arch, Tinshill
- Weetwood, West Ardsley, West Park, Wetherby, Whitkirk, Whinmoor, Woodhouse, Woodlesford, Wortley, Wykebeck
- Yeadon

Le parrocchie sono:
- Aberford
- Allerton Bywater
- Arthington
- Austhorpe
- Bardsey cum Rigton
- Barwick in Elmet and Scholes
- Boston Spa
- Bramham cum Oglethorpe
- Bramhope
- Carlton
- Clifford
- Collingham
- Drighlighton
- East Keswick
- Gildersmore
- Great and Little Preston
- Harewood
- Horsforth
- Kippax
- Ledsham
- Ledston
- Lotherton cum Aberford
- Micklefield
- Morley
- Otley
- Parlington
- Pool
- Scarcroft
- Shadwell
- Sturton Grange
- Swillington
- Thorner
- Thorp Arch
- Walton
- Wetherby
- Wothersome

## Sport
Tra i principali club professionistici figura il Leeds Utd, compagine calcistica diverse volte campione nazionale.
Altri club, professionistici o meno, attivi in città sono:
- Leeds Rhinos (rugby a XIII)
- Leeds Tykes (rugby a XV)
- Leeds Waterpolo (pallanuoto)
- Leeds United Futsal Club (calcio a 5)
- City of Leeds Diving Club, (tuffi)

La città di Leed ha inoltre dato i natali al calciatore norvegese Erling Haaland.